# 磯原裕
磯原 裕（いそはら ひろし）は、日本の実業家。ニッポン放送元代表取締役社長。

## 略歴
東京都出身。慶應義塾大学商学部卒業。1968年にニッポン放送入社。営業畑の出身であり、営業局長、取締役総務局長など経て、2003年から専務、2005年6月に社長就任。2010年に退任。退任後は相談役に就任した。
2019年春の叙勲で旭日中綬章を受章。